# Skofka
Володи́мир Володи́мирович Самолю́к, більш відомий як Skofka (нар. 21 лютого 1994, Рівне) — український реп-виконавець.

## Життєпис
Народився в Рівному, жив у Здолбунові, де і вирішив стати репером. Батько-міліціонер не відразу схвально поставився до захоплення сина.
2011 року закінчив Здолбунівську загальноосвітню школу № 6, у 2011—2016 роках навчався в Рівненському інституті слов'янознавства Київського славістичного університету на спеціальності «Товарознавство і торговельне підприємництво».

## Музична кар'єра

### 2021
У січні 2021 року разом з лідером гурту Kalush Олегом Псюком презентували спільний трек «Otaman». У травні вийшла їхня спільна пісня «Додому», яка потрапила в тренди YouTube, топ-чарти Shazam, Spotify та iTunes.
У липні Kalush та Skofka виклали спільний мініальбом «Йо-Йо» та новий трек «Не напрягайся».
Восени 2021 року співачка KOLA представила пісню «Ба», випущену в співавторстві з Skofka.
Тоді ж Skofka став артистом лейблу ENKO (Alyona alyona, Kalush).
У 2022 році репер Skofka випустив пісні «Не забудем і не пробачим» та «Чути гімн». Останню зі згаданих робіт реп-виконавець присвятив своєму другові Валентину Коноводову, який загинув, боронячи Україну від російських загарбників.
У грудні 2022 року директором артиста стає Микола Кучерявий, на той момент — директор гурту Kalush Orchestra та виконавців Jerry Heil і Козака Сіромахи.

## Дискографія

### Сингли
- «Шарф і Шапка» (2017)
- «Балалайка» (2020)
- «А я б..» (2020)
- «Геть, за забор» (2020)[17]
- «Вітер в голові» (2020)
- «Тут тільки так» (2020)
- «Бум дігі бай» (2020)
- «Сірник» (2020)
- «Крузак» (2021)
- «Форт Буаяр» (2021)
- «Нам би» (2021)
- «Береза стара» (2021)[18]
- «Не бий собаку» (2021)[19]
- «По барабану» (2021)[20]
- «В дорогу» (2022)
- «Ой на ой» (2022)
- «Не забудем і не пробачим» (2022)
- «Чути гімн» (2022)

### Колаборації

#### Kalush feat. Skofka
- «Otaman» (2020)
- «Додому» (2021)
- «Давай начистоту» (2021)
- «Не напрягайся» (2021)
- «Файна» (2021)
- «Маяком» (2021)
- «Я йду» (2021)
- «Батьківщина» (2022)

#### Skofka & БетБіт
- Я б поміняв (2020)
- Чувачі (2021)

#### Юрчік, Вовк, Skofka
- Бо я репер (2020)

#### Skofka & Дімич
- Не буксуй (2015)[21]

## Нагороди
- Номінація на премію Rap.ua за колаборацію з гуртом Kalush[22]
- Номінація на нагороду YUNA 2022 в категорії «Відкриття року»[23]